# Belhara
Belhara (nep. बेलहरा) – gaun wikas samiti we wschodniej części Nepalu w strefie Kośi w dystrykcie Dhankuta. Według nepalskiego spisu powszechnego z 2001 roku liczył on 1059 gospodarstw domowych i 5480 mieszkańców (2753 kobiet i 2727 mężczyzn).